# La Luz, Actopan
La Luz är en ort i Mexiko.   Den ligger i kommunen Actopan och delstaten Veracruz, i den sydöstra delen av landet, 280 km öster om huvudstaden Mexico City. La Luz ligger 59 meter över havet och antalet invånare är 222.
Terrängen runt La Luz är kuperad. Runt La Luz är det ganska tätbefolkat, med 62 invånare per kvadratkilometer. Närmaste större samhälle är Palma Sola, 10,0 km norr om La Luz. Omgivningarna runt La Luz är en mosaik av jordbruksmark och naturlig växtlighet.